# Paride Tumburus
Paride Tumburus (Aquileia, 1939. március 8. – Aquileia, 2015. október 23.) olasz labdarúgóhátvéd.
Az olasz válogatott tagjaként részt vett az 1960. évi nyári olimpiai játékokon és az 1962-es labdarúgó-világbajnokságon.